# الايفع (الحيمة الخارجية)

تعديل مصدري - تعديل

الايفع هي إحدى قرى عزلة الحطب بمديرية الحيمة الخارجية التابعة لمحافظة صنعاء، بلغ تعداد سكانها 79 نسمة حسب تعداد اليمن لعام 2004.